# Historia de Ricky
La historia de Ricky (en chino cantonés, 力王) es una adaptación al cine del manga Riki-Oh creado por Masahiko Takajo y Saruwatari Tetsuya, con guion y dirección de Lam Ngai Kai y protagonizada por Siu-Wong Fan. 
La película combina las artes marciales con el gore al estilo propio de otros mangas como El Puño de la Estrella del Norte de Buronson y Tetsuo Hara.

## Argumento
“En el año 2001, los países capitalistas han privatizado todas las organizaciones gubernamentales. Las cárceles, como aparcamientos, se han convertido en un negocio...”
Tras este texto comienza la película con la llegada de un autobús de presos a la prisión donde transcurre la historia, uno de esos presos es el protagonista, Ricky Oh (Siu-Wong Fan).
Acusado de homicidio sin premeditación y agresión Ricky deberá pasar los próximos 10 años de su vida en la cárcel. Pero al poco de entrar ya encuentra problemas al enfrentarse a una banda que (aliada con el alcaide y su ayudante) controlan la prisión.
Los presos, muchos de ellos condenados sin motivo y/o de manera exagerada, son explotados como mano de obra barata y además se cultiva opio en la prisión. Esto mueve al protagonista, debido a su ideal de defender a los débiles y a su pasado (el cual se va mostrando a lo largo de la película mediante flashbacks), a luchar contra los ejecutores de tales injusticias y se convierte en el libertador de los oprimidos. 
Para ello Ricky utiliza el chi kung, arte marcial que aprendió de su tío, para enfrentarse sucesivamente a sus enemigos, cada uno con habilidades y técnicas distintas.
Con el ritmo característico de una serie, la película se puede dividir en varias partes, cada una (casi) correspondiente a cada enemigo a los que se enfrenta:
1. En un primer momento Ricky se enfrentará a Samuel, apodado “el capitán”, el cual maltrata a uno de los presos, el viejo Ma. Samuel, tras perder un ojo en su primer encuentro con Ricky recurre a la ayuda de otro preso, el Zorro, para eliminar entre los 2 a Ricky, pero ambos acaban muertos a manos de éste en una pelea.
2. Tras esto entran en escena Oscar (Frankie Chin), líder de los presos del ala norte (a la cual pertenece Ricky) y miembro de la banda de los cuatro, acompañado de su ahijado Allen y el ayudante del alcaide. Este intenta intimidar a Ricky pero no lo consigue, ocurriendo todo lo contrario, por lo cual encarga a Oscar que lo elimine. Tras una encarnizada pelea Ricky vence finalmente a Oscar y aparece el resto de la banda de los cuatro en busca de venganza. Los miembros son Rogen (Yukari Oshima), líder del ala oeste, Taizan, del este; y Freedan, del ala sur. Pero Ricky los ignora.
3. Ricky entabla en la siguiente escena amistad con Allen, el cual es mudo por faltarle la lengua, y este le lleva hasta el lugar donde la banda de los cuatro cultiva opio. Tras esto Rogen lo asesina por traidor. Al encontrar el cuerpo Ricky incendia la plantación de opio y se enfrenta a los miembros de la banda de los cuatro, principalmente contra Taizan. Pero ambos son atrapados en una habitación que inundan con cemento rápido y acaban inmovilizados. El ayudante del alcaide aprovecha para encerrar a Ricky en una celda especial.
4. Al día siguiente llega el alcaide de la prisión, el más sádico y cruel de todos los villanos de la película, con su hijo. Cuando el alcaide, su hijo y su ayudante van a ver a Ricky éste se libera del cemento e intenta atacar al alcaide, pero en ese momento Taizan atraviesa la pared y se enfrenta en una última batalla a Ricky. Pero finalmente, al ser traicionado por el alcaide, ayuda a Ricky a escapar de la celda, pero él no consigue sobrevivir. Ricky pretende vengarlo pero cae en un agujero-trampa que hay en el suelo.
5. Tras esto el alcaide entierra a Ricky vivo, obligando a los presos a echar una pala de tierra cada uno. Si Ricky sigue vivo tras 7 días será libre. Para ello dispone de una caña de bambú como tubo de oxígeno, pero está clavada lejos de donde él está enterrada. Aun así Ricky consigue llegar a ella bajo tierra y sobrevivir los 7 días, pero el alcaide no cumple su promesa.
6. Después de torturarlo lo vuelve a encerrar en su celda. Pero Ricky escapa y comienza la batalla final. Los presos se amotinan contra los guardias y Ricky se abre camino hasta la cocina, donde se encuentra el alcaide, llevando a su ayudante, muy malherido a causa de los presos. El alcaide mata finalmente a su ayudante y aparecen Rogen y Freedan para pelear contra Ricky. El primero pierde una pierna en la pelea y pide a Ricky que le perdone la vida, el segundo intenta huir y el alcaide lo mata también.
7. Empieza entonces el combate final, entre Ricky y el alcaide, el cual aumenta su tamaño, musculatura y fuerza gracias a una poderosa técnica. Finalmente Ricky le vence tirándolo a un picador de carne gigante, dejando tan solo su cabeza. Tras esto va al exterior donde luchan presos y guardias y con la cabeza del alcaide en alto pone fin a la batalla. Con un último golpe Ricky derriba el muro de la prisión haciendo libres a todos.

A lo largo de la película se van sucediendo una serie de flashbacks en los que podemos ver como Ricky conoció a su tío y aprendió de él el arte del chi kung. Después de aquello conoció a la que sería su prometida, pero ésta es secuestrada por unos traficantes de drogas y finalmente salta de una azotea en su huida. Ricky desaparece durante unos años en los que entrenó y planificó su venganza, la cual llevó a cabo en el último de los flashbacks.